# Michael Guevara
Michael Fidel Guevara Legua (Lima, 10 de junho de 1984) é um futebolista profissional peruano que atua como meia, atualmente defende o Once Caldas.

## Carreira
Michael Guevara fez parte do elenco da Seleção Peruana de Futebol da Copa América de 2011.